# Néant (rivière)
Pour les articles homonymes, voir Néant.
Le Néant est une rivière du Loir-et-Cher dans la région Centre-Val de Loire et un affluent du Beuvron. Il traverse six communes : Montrieux-en-Sologne, Neung-sur-Beuvron, Nouan-le-Fuzelier, Pierrefitte-sur-Sauldre, Saint-Viatre et Vernou-en-Sologne où il conflue.
Il mesure 40,7 km de long.